# سونت ۱۸

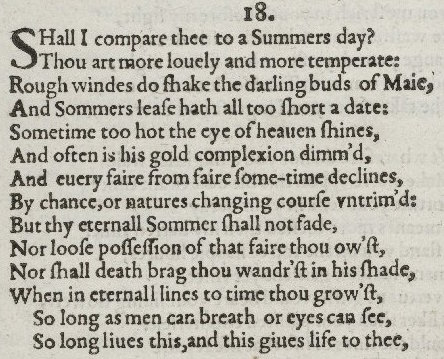

سونت ۱۸ (انگلیسی: Sonnet 18) (که به عنوان «آیا باید تو را به یک روز تابستانی تشبیه کنم» نیز شناخته می‌شود) یکی از معروف‌ترین سونات‌های ۱۵۴ گانه‌ای است که توسط شاعر و نمایشنامه‌نویس انگلیسی ویلیام شکسپیر نوشته شده است.
در این سونت، گوینده یک شخص زیبا را به یک روز تابستانی مقایسه می‌کند. شعر با این سؤال آغاز می‌شود: "آیا باید تو را به یک روز تابستانی مقایسه کنم؟" گوینده فکر می‌کند که آن شخص حتی زیباتر و ملایم‌تر از تابستان است.
تابستان می‌تواند گرم و گاهی خیلی کوتاه باشد، اما زیبایی آن شخص مدت بیشتری دوام می‌آورد. گوینده اشاره می‌کند که بادهای تند می‌توانند جوانه‌های ماه مه را تکان دهند و تابستان می‌تواند خیلی گرم باشد. با این حال، زیبایی آن شخص محو نخواهد شد. گوینده معتقد است که تا زمانی که مردم نفس بکشند و ببینند، این زیبایی زنده خواهد ماند.
شعر ادامه می‌یابد و می‌گوید که زیبایی آن شخص جاودانه خواهد بود زیرا در خطوط این شعر ثبت شده است. گوینده ادعا می‌کند که این سونت زیبایی آن شخص را برای همیشه زنده نگه می‌دارد. حتی زمانی که آن شخص پیر شود یا از دنیا برود، زیبایی‌اش در کلمات این شعر باقی خواهد ماند.
در خطوط پایانی، گوینده اطمینان می‌دهد که تا زمانی که این شعر وجود دارد، زیبایی آن شخص هرگز نخواهد مرد. این ایده ثبت زیبایی از طریق شعر، موضوع مرکزی سونت ۱۸ است. این شعر نه تنها زیبایی آن شخص را جشن می‌گیرد، بلکه قدرت هنر را برای حفظ آن زیبایی برای نسل‌های آینده نیز نشان می‌دهد.
به‌طور کلی، سونت ۱۸ یک بیان زیبا از عشق و تحسین است. این شعر ایده‌ای را برجسته می‌کند که در حالی که طبیعت ممکن است تغییر کند و محو شود، زیبایی ثبت شده در کلمات می‌تواند برای همیشه باقی بماند. این موضوع باعث می‌شود که این شعر یک اثر ادبی جاودانه باشد که همچنان با خوانندگان امروز ارتباط برقرار می‌کند.

## متن شعر
Shall I compare thee to a summer’s day?
Thou art more lovely and more temperate:
Rough winds do shake the darling buds of May,
And summer’s lease hath all too short a date;
Sometime too hot the eye of heaven shines,
And often is his gold complexion dimm'd;
And every fair from fair sometime declines,
By chance or nature’s changing course untrimm'd;
But thy eternal summer shall not fade,
Nor lose possession of that fair thou ow’st;
Nor shall death brag thou wander’st in his shade,
When in eternal lines to time thou grow’st:
So long as men can breathe or eyes can see,
So long lives this, and this gives life to thee.

## ترجمه شعر
می‌توانم قیاست کنم با روزی تابستانی؟
تو دوست داشتنی‌تر و ملایم‌تر از آنی
جوانه‌های ماه می را نسیم می‌دهد تکان
و عجیب کوتاه است این تابستان
گاه گرم همچون چشم آسمان درخشان
اغلب اما در پس ابری رخ طلاییش را پوشان
هر زیبایی روزی زیبایش را خواهد باخت
با بخت بد یا راه و رسمی که طبیعت ساخت
جوانی تو اما محو نخواهد گشت
تو زیبایت را نخواهی داد از دست
نه مرگ تو را برای خویش خواهد
چراکه با شعرم همیشه نامت زنده می‌ماند
تا انسانی نفس می‌کشد و می‌بینند چشمانی
تا این شعر زنده است، تو جاودان می‌مانی